# Promecotheca
Promecotheca es un género de escarabajos  de la familia Chrysomelidae. En 1853 Blanchard describió el género. Desde la década de 1970 se sabe que Promecotheca cumingii es una plaga que afecta las especies Areca catechu, Cocos nucifera y Elaeis guineensis y el género Metroxylon.
El género contiene además las siguientes especies:
- Promecotheca alpiniae (Maulik, 1929)
- Promecotheca apicalis (Weise, 1911)
- Promecotheca bicolor Maulik, 1929
- Promecotheca bryanti (Gressitt, 1960)
- Promecotheca caeruleipennis Blanchard, 1853
- Promecotheca callosa (Baly, 1876)
- Promecotheca collinsi (Gressitt, 1960)
- Promecotheca cumingii (Baly, 1858)
- Promecotheca cyanipes (Erichson, 1834)
- Promecotheca freycinetiae Gressitt, 1960
- Promecotheca guadala (Maulik, 1932)
- Promecotheca kolombangara (Gressitt, 1957)
- Promecotheca leveri (Spaeth, 1937)
- Promecotheca nuciferae (Maulik, 1929)
- Promecotheca octostriata Chapuis, 1876
- Promecotheca oenoptera (Uhmann, 1931)
- Promecotheca opacicollis Gestro, 1897
- Promecotheca palmella (Gressitt, 1960)
- Promecotheca palmivora Gressitt, 1960
- Promecotheca pandani Gressitt, 1960
- Promecotheca papuana (Csiki, 1900)
- Promecotheca petelii (Guérin-Méneville, 1840)
- Promecotheca ptychospermae (Maulik, 1935)
- Promecotheca pubescens Gressitt, 1957
- Promecotheca pulchella (Gestro, 1917)
- Promecotheca sacchari (Gressitt, 1957)
- Promecotheca salomonina (Spaeth, 1937)
- Promecotheca similis (Uhmann, 1933)
- Promecotheca soror (Maulik, 1929)
- Promecotheca straminipennis (Weise, 1922)
- Promecotheca superba (Pic, 1914)
- Promecotheca varipes (Baly, 1858)
- Promecotheca violacea (Uhmann, 1932)